# François Gayot de Pitaval
François Gayot de Pitaval (24. července 1673, Lyon – 2. ledna 1743, Lyon) byl francouzský advokát, nakladatel a spisovatel.
Od roku 1734 vydal 20 svazků kriminálních reportáží pod názvem Slavné a zajímavé případy a rozsudky, jimiž byly rozhodnuty, sebrané panem Gayotem de Pitaval, parlamentním advokátem v Paříži, a položil tak základy kriminální reportáže a zpravodajství ze soudní síně. Slovo pitaval se pak stalo zkráceným označením pro žánr sociální a kriminální reportáže. Na Pitavala navázala řada pokračovatelů, Egon Erwin Kisch například nazval jednu svou knihu Pražský pitaval.

## Život
Studoval v Paříži teologii, ale posléze opustil církev a vstoupil do armády. Později pokračoval ve studiích a 1713 se stal advokátem.

## Dílo
- Question d'Estat: Fille reclamée par deux mères. (1716)
- Nouveau Recueil D'Enigmes (1717 a 1721)
- Bibliothèque des gens de cours, OU MÉLANGE CURIEUX. DE BONS MOTS D'HENRI IV, DE LOUIS XIV, DE PLUSIEURS PRINCES & SEIGEURS DE LA COUR, & AUTRES PERSONNES ILLUSTRES. (1723, reedice 1732) – 6 svazků
- L'Art d'orner l'esprit en l'amusant, ou nouveau choix de traits vifs, saillans & legers, soit en vers, soit en prose. (1729) – 2 svazky
- Esprit des conversations agréables, Nouveau mélange de pensées choisies, en vers et en proses, sérieuses et enjouées, intéressans, d'anecdote singulière, d'historiette instructives et de remarques critiques sur plusieurs ouvrages. (1731) – 2 svazky
- Nouveau mélange de pensées choisies, en vers et en proses, sérieuses et enjouées, intéressans, d'anecdote singulière, d'historiette instructives et de remarques critiques sur plusieurs ouvrages. (1732) – 2 svazky
- Le faux Aristarque reconnu, ou lettres critiques sur le dictionnaire néologique ; Pantalon-Phoebus ; le discours de Mathanasius ; les voyages des deux Gulliver…. de l'abbé Desfontaines/ Anecdotes grecques, ou aventures secrète d'Aridée. (1733)- 2 svazky
- Causes celèbres et intéressantes avec les jugements qui les décidées (1734-1741 v 18 vydáních)

č. Slavné kriminální případy (1966, 1967, 1994); Slavné soudní případy (1966, 1967, 1971, 1994)